# Кант, Кришан
Кришан Кант (англ. Krishan Kant, хинди कृष्ण कान्त, в.-пандж. ਕ੍ਰਿਸ਼ਨ ਕਾਂਤ; 28 февраля 1927, д. Кот Мохаммед Хан, округ Амритсар, Пенджаб, Британская Индия — 27 июля 2002, Дели, Индия) — индийский государственный и политический деятель, губернатор штатов Андхра-Прадеш в 1990—1997 и Тамилнад в 1996—1997 годах, председатель Совета штатов (вице-президент) Индии (1997—2002).

## Биография
Окончил Университет технологий в Варанаси, ещё студентом включился в борьбу за независимость Индии.
В середине 1970-х начал карьеру в большой политике, был членом Индийского национального конгресса, но в 1975 г. был исключён из него из-за его оппозиции в отношение действий правительства в 1975—1977 гг., когда премьер-министр Индира Ганди объявила чрезвычайное положение с ограничением гражданских прав. Позже вступил в «Джаната парти».
В 1966—1977 гг. — член Совета штатов,
в 1977—1980 гг. — Народной палаты парламента Индии.
В 1976 г. был одним из основателей и первым генеральным секретарём Народного союза защиты гражданских свобод и демократических прав.
Участник разработки национальной ядерной программы, являлся членом исполнительного совета Института оборонных исследований (Institute for Defence Studies and Analysis) в Дели.
В 1990—1997 гг. — губернатор штата Андхра-Прадеш.
В 1997-2002 гг. — вице-президент Индии, председатель Раджья сабхи (Совета штатов).